# 프리드만-르메트르-로버트슨-워커 계량
프리드만-르메트르-로버트슨-워커 계량(Friedmann–Lemaître–Robertson–Walker metric, /ˈfriːdmən ləˈmɛtrə ... /) 또는 FLRW 계량은 일반 상대성이론의 아인슈타인 방정식의 하나의 정확한 해인 계량-거리 함수 또는 메트릭-이다. 그 계량은 경로로 연결되어 있지만 반드시 단순하게 연결되어 있지는 않은 균질하고 등방성이며 팽창하는(또는 수축하는) 우주를 설명한다. 그 계량의 일반적인 형태는 균질성과 등방성의 기하학적 속성에서 비롯된다. 아인슈타인 장 방정식은 우주의 척도인자를 시간의 함수로 도출하는 데만 필요하다. 지리적 또는 역사적 선호도에 따라 알렉산더 프리드만, 조르주 르메트르, 하워드 P. 로버트슨과 아서 지오프리 워커의 네 명의 과학자들의 집합은 일반적으로 프리드만 또는 프리드만-로버트슨-워커(FRW) 또는 로버트슨-워커(RW)로 또는 프리드만-르메트르(FL) 등으로 그룹화된다. 이 모형은 때때로 현대 우주론의 표준 모형이라고 불리기도 하는데, 이러한 설명은 더욱 발전된 ΛCDM 모형과도 관련이 있다. FLRW 모형은 1920년대와 1930년대에 앞에 명명된 저자들에 의해 독자적으로 개발되었다.

## 일반 계량
FLRW 계량은 공간의 균질성과 등방성을 가정하는 것으로 시작한다. 또한 계량의 공간 구성 요소가 시간 종속적일 수 있다고 가정한다. 이러한 조건을 충족하는 일반 계량(generic metric)은
{\displaystyle -c^{2}\mathrm {d} \tau ^{2}=-c^{2}\mathrm {d} t^{2}+{a(t)}^{2}\mathrm {d} \mathbf {\Sigma } ^{2}}
여기서 {\displaystyle \mathbf {\Sigma } }는 균일한 곡률의 3차원 공간, 즉 타원 공간, 유클리드 공간 또는 쌍곡 공간에 걸쳐 있다. 이것은 보통 세 개의 공간 좌표의 함수로 쓰여지지만, 이를 위한 몇 가지 규칙이 있으며 아래에 자세히 설명되어 있다. {\displaystyle \mathrm {d} \mathbf {\Sigma } }는 t에 의존하지 않는다 - 모든 시간 의존성은 "척도인자"로 알려진 함수 a(t)에 있다.

### 축소된-원주 극좌표
축소된-원주(reduced-circumference) 극좌표에서 공간 계량은 다음과 같은 형식을 갖는다.
{\displaystyle \mathrm {d} \mathbf {\Sigma } ^{2}={\frac {\mathrm {d} r^{2}}{1-kr^{2}}}+r^{2}\mathrm {d} \mathbf {\Omega } ^{2},\quad {\text{where }}\mathrm {d} \mathbf {\Omega } ^{2}=\mathrm {d} \theta ^{2}+\sin ^{2}\theta \,\mathrm {d} \phi ^{2}.}
k는 공간의 곡률을 나타내는 상수이다. 두 가지 일반적인 단위 규칙이 있으니:
- k는 길이-2의 단위를 갖는 것으로 간주될 수 있으며, 이 경우 r 은 길이 단위를 갖고 a(t)는 단위가 없다. k는 a(t) = 1 일 때 공간의 가우스 곡률이다. r 은 원점을 중심으로 측정된 원(r 값에서)의 측정된 원주를 2π로 나눈 값(슈바르츠실트 좌표의 r 과 유사)과 같기 때문에 가끔 축소된 원주라고도 불린다. 적절한 경우, {\displaystyle \mathrm {d} \mathbf {\Sigma } } 가 공변거리를 측정하도록, a(t)는 종종 현재 우주론적 시대에 1과 같도록 선택된다.
- 대안적으로, k는 세트 {−1,0,+1} 에 속하는 것으로 간주될 수 있다 (각각 음수, 0 및 양의 곡률에 대해서). 그러면 r 은 단위가 없고 a(t)에는 길이 단위가 있다. k = ±1 일 때 a(t)는 공간의 곡률 반경이며 R(t)로 표기되기도 한다.

축소된 원주 좌표의 단점은 양의 곡률의 경우 3차원 초구(3-sphere)의 절반만을 덮는다는 것이다-그 지점 이후의 둘레는 감소하기 시작하여 축퇴로 이어진다. (공간이 타원형인 경우, 즉 반대 점이 식별된 3차원 초구에는 문제가 되지 않는다.)

### 초구면 좌표계
초구형 또는 곡률 정규화 좌표내에서 r은 반경 거리에 비례하며; 이것이 다음을 준다
{\displaystyle \mathrm {d} \mathbf {\Sigma } ^{2}=\mathrm {d} r^{2}+S_{k}(r)^{2}\,\mathrm {d} \mathbf {\Omega } ^{2}}
여기에서 {\displaystyle \mathrm {d} \mathbf {\Omega } }는 전과 동일하며,
{\displaystyle S_{k}(r)={\begin{cases}{\sqrt {k}}^{\,-1}\sin(r{\sqrt {k}}),&k>0\\r,&k=0\\{\sqrt {|k|}}^{\,-1}\sinh(r{\sqrt {|k|}}),&k<0.\end{cases}}}
여기에는 이전과 마찬가지로 두 가지 일반적인 단위 규칙이 있으니:
- k는 길이−2 단위를 갖을 수 있으며, 그 경우에 r는 길이의 단위를 갖고 a(t)는 단위가 없다.  k는 a(t) = 1 일 때 공간의 가우스 곡률이다.   적절한 경우, {\displaystyle \mathrm {d} \mathbf {\Sigma } }가 공변거리를 측정하도록, a(t)는 종종 현재 우주론적 시대에 1과 같도록 선택된다.
- 전과 마찬가지로, k는 세트 {−1,0,+1} 에 속하는 것으로 간주될 수 있다 (각각 음수, 0 및 양의 곡률에 대해서). 그러면 r는 단위가 없고 a(t)에는 길이 단위가 있다.

일반적으로 위와 같이 구분적으로 정의되지만, S는 k 와 r의 해석 함수이다. 그것은 또한 거듭제곱 급수로도 쓸 수 있다.
{\displaystyle S_{k}(r)=\sum _{n=0}^{\infty }{\frac {(-1)^{n}k^{n}r^{2n+1}}{(2n+1)!}}=r-{\frac {kr^{3}}{6}}+{\frac {k^{2}r^{5}}{120}}-\cdots }
혹은
{\displaystyle S_{k}(r)=r\;\mathrm {sinc} \,(r{\sqrt {k}}),}
여기서 sinc는 비정규화된 싱크함수이고 {\displaystyle {\sqrt {k}}}는 k의 허수, 0 또는 실수 제곱근 중 하나이다. 이러한 정의는 모든 k에 대해 유효하다.

### 데카르트 좌표계
k = 0 일 때는 간단하게 쓰기를
{\displaystyle \mathrm {d} \mathbf {\Sigma } ^{2}=\mathrm {d} x^{2}+\mathrm {d} y^{2}+\mathrm {d} z^{2}.}
이것은 다음을 정의하여 k ≠ 0 로 확장될 수 있으며
{\displaystyle x=r\cos \theta \,},
{\displaystyle y=r\sin \theta \cos \phi \,}, 그리고
{\displaystyle z=r\sin \theta \sin \phi \,},
여기서 r 은 위에서 정의한 반지름 좌표축들 중 하나이지만 드문 경우이다.

## 곡률

### 데카르트 좌표계
데카르트 좌표를 사용하는 평평한 {\displaystyle (k=0)} FLRW 공간에서 리치 곡률 텐서(Ricci tensor) {\displaystyle R_{\mu \nu }}의 남아있는 구성 요소는 다음과 같다.
{\displaystyle R_{tt}=-3{\frac {\ddot {a}}{a}},\quad R_{xx}=R_{yy}=R_{zz}=c^{-2}(a{\ddot {a}}+2{\dot {a}}^{2})}
그리고, 스칼라 곡률(Ricci scalar) {\displaystyle R} 은
{\displaystyle R=6c^{-2}\left({\frac {{\ddot {a}}(t)}{a(t)}}+{\frac {{\dot {a}}^{2}(t)}{a^{2}(t)}}\right).}

### 구면좌표계
구면 좌표를 사용하는 보다 일반적인 FLRW 공간(위에서 "축소된 원주 극좌표"라고 한)에서 리치 곡률 텐서의 남아있는 구성 요소는 다음과 같다.
{\displaystyle R_{tt}=-3{\frac {\ddot {a}}{a}},}
{\displaystyle R_{rr}={\frac {c^{-2}(a(t){\ddot {a}}(t)+2{\dot {a}}^{2}(t))+2k}{1-kr^{2}}}}
{\displaystyle R_{\theta \theta }=r^{2}(c^{-2}(a(t){\ddot {a}}(t)+2{\dot {a}}^{2}(t))+2k)}
{\displaystyle R_{\phi \phi }=r^{2}(c^{-2}(a(t){\ddot {a}}(t)+2{\dot {a}}^{2}(t))+2k)\sin ^{2}(\theta )}
그리고 스칼라 곡률은
{\displaystyle R=6\left({\frac {{\ddot {a}}(t)}{c^{2}a(t)}}+{\frac {{\dot {a}}^{2}(t)}{c^{2}a^{2}(t)}}+{\frac {k}{a^{2}(t)}}\right).}

## 해
- 참조: 프리드만 방정식

아인슈타인 장 방정식은 계량-메트릭의 일반 형식을 유도하는 데 사용되지 않으며: 이는 균질성과 등방성의 기하학적 속성에서 따른다. 그러나 시간의 진화를 결정하는 {\displaystyle a(t)}는 우주론 상태 방정식과 같은 밀도 {\displaystyle \rho (t)}를 계산하는 방법과 함께 아인슈타인 장 방정식이 필요하다.
이 계량은 에너지-운동량 텐서가 등방성 및 균질성으로 유사하게 가정될 때, 프리드만 방정식을 제공하는 아인슈타인 장 방정식 {\displaystyle R_{\mu \nu }-{\tfrac {1}{2}}R\,g_{\mu \nu }+\Lambda g_{\mu \nu }={8\pi G \over c^{4}}T_{\mu \nu }}에 해석적 해를 갖는다. 그 결과적인 방정식은 다음이다:
{\displaystyle \left({\frac {\dot {a}}{a}}\right)^{2}+{\frac {kc^{2}}{a^{2}}}-{\frac {\Lambda c^{2}}{3}}={\frac {8\pi G}{3}}\rho }
{\displaystyle 2{\frac {\ddot {a}}{a}}+\left({\frac {\dot {a}}{a}}\right)^{2}+{\frac {kc^{2}}{a^{2}}}-\Lambda c^{2}=-{\frac {8\pi G}{c^{2}}}p.}
이 방정식은 현재 ΛCDM 모형을 포함하는 표준 대폭발(빅뱅) 우주론 모형의 기초이다. FLRW 모형은 균질성을 가정하기 때문에 일부 인기 있는 설명은 대폭발 모형이 관측된 우주의 덩어리를 설명할 수 없다고 잘못 주장한다. 엄밀하게는 FLRW 모형에서는 은하단, 별 또는 사람이 없다. 이는 우주의 일반적인 부분보다 훨씬 더 밀도가 높은 물체들이기 때문이다. 그럼에도 불구하고 FLRW 모형은 계산이 간단하기 때문에 실제 덩어리진 우주의 진화에 대한 첫 번째 근사값으로 사용되며 우주의 덩어리를 계산하는 모형이 FLRW 모형에 확장으로 추가된다. 대부분의 우주론자들은 관측 가능한 우주가 거의 FLRW 모형, 즉 초기 우주의 양자요동과는 별도로 FLRW 측정법을 따르는 모형에 의해 잘 근사화된다는 데 동의한다. 2003년 기준으로 FLRW 모형에 대한 다양한 확장의 이론적 의미는 잘 이해된 것으로 보이며 목표는 COBE 및 WMAP의 관찰과 일치하도록 만드는 것이다.
만일 시공간이 다중으로 연결되면(multiply connecte), 각 이벤트는 둘 이상의 좌표 튜플로 표시된다.

### 해석
위에 주어진 방정식 쌍은 첫 번째 방정식에 대한 적분상수 역할을 하는 공간 곡률 지수 {\displaystyle k}와 함께 다음 방정식 쌍과 동일하여
{\displaystyle {\dot {\rho }}=-3{\frac {\dot {a}}{a}}\left(\rho +{\frac {p}{c^{2}}}\right)}
{\displaystyle {\frac {\ddot {a}}{a}}=-{\frac {4\pi G}{3}}\left(\rho +{\frac {3p}{c^{2}}}\right)+{\frac {\Lambda c^{2}}{3}}.}
첫 번째 방정식은 열역학적인 고려로부터도 도출될 수 있으며, 우주의 팽창이 단열 과정(프리드만-르메트르-로버트슨-워커 계량의 도출에서 암시적으로 가정되는)이라고 가정하면 열역학 제1법칙과 동등하다.
두 번째 방정식은 에너지 밀도와 압력이 모두 우주의 팽창 속도 {\displaystyle {\dot {a}}} 가 감소를 유발하는, 즉 둘 다 우주의 팽창을 감속시킨다. 이것은 일반 상대성이론에 따라 에너지(또는 질량) 밀도와 유사한 역할을 하는 압력과 함께 중력의 결과이다. 반면에 우주상수는 우주의 팽창을 가속시킨다.

### 우주상수
만일 다음과 같이 대치하면 우주상수 {\displaystyle \Lambda } 항을 생략할 수 있다.
{\displaystyle \rho \rightarrow \rho +{\frac {\Lambda c^{2}}{8\pi G}}}
{\displaystyle p\rightarrow p-{\frac {\Lambda c^{4}}{8\pi G}}.}
따라서 우주상수는 (양의) 에너지 밀도와 크기가 동일한 음압을 갖는 에너지 형태에서 발생하는 것으로 해석될 수 있어서:
{\displaystyle p=-\rho c^{2}.\,}
이러한 형태의 에너지(우주상수 개념의 일반화)는 암흑 에너지로 알려져 있다.
사실 우주팽창을 가속시키는 항을 얻기 위해서는 다음을 만족하는 스칼라장이 있으면 충분하다.
{\displaystyle p<-{\frac {\rho c^{2}}{3}}.\,}
그러한 장은 때때로 퀸테선스라고 불린다.

### 뉴턴 해석
이것은 맥크레아McCrea와 밀른Milne에 의한 것이지만 때때로 프리드만으로 잘못 귀속되기도 한다. 프리드만 방정식은 다음 방정식 쌍에 해당한다:
{\displaystyle -a^{3}{\dot {\rho }}=3a^{2}{\dot {a}}\rho +{\frac {3a^{2}p{\dot {a}}}{c^{2}}}\,}
{\displaystyle {\frac {{\dot {a}}^{2}}{2}}-{\frac {G{\frac {4\pi a^{3}}{3}}\rho }{a}}=-{\frac {kc^{2}}{2}}\,.}
첫 번째 방정식은 고정된 정육면체(측면이 일시적으로 a 임)에 포함된 질량의 감소는 우주의 팽창으로 인해 측면을 통해 남는 양에 내쫓기는 물질에 대한 압력에 의해 수행된 작업에 상응하는 질량을 더한 것이다. 이것은 우주의 일부에 포함된 질량-에너지(열역학 제1법칙)의 보존이다.
두 번째 방정식은 팽창에 따라 움직이는 단위 질량의 입자의 운동 에너지(원점에서 보았을 때)와 원점에 가까운 물질의 질량에 대한 (음의) 중력 퍼텐셜 에너지(gravitational potential energy)(원점에 더 가까운 물질의 구체에 포함된 질량에 대해서 상대적인)가 우주의 곡률에 관련된 상수와 같다는 것이다. 다른 말로, 자유낙하에서 함께 움직이는 입자의 (원점에 상대적인) 에너지는 보존된다. 일반 상대성이론은 단순히 우주의 공간 곡률과 그러한 입자의 에너지 사이의 연결을 추가한다. 양의 총 에너지는 음의 곡률을 의미하고 음의 총 에너지는 양의 곡률을 의미한다.
우주상수 항은 암흑 에너지로 취급되어 밀도 항과 압력 항으로 병합된다고 가정된다.
플랑크 시대에는 양자 효과를 무시할 수 없다. 그래서 그것들은 프리드만 방정식에서 편차를 일으킬 수 있다.

## 이름과 역사
소련의 수학자 알렉산더 프리드만은 1922년과 1924년에 FLRW 모형의 주요 결과를 도출해냈다.비록 권위 있는 물리학 저널인 《물리학을 위한 저널(Zeitschrift für Physik)》이 그의 작품을 출판했지만, 동시대 사람들에 의해 상대적으로 주목받지 못했다. 프리드만은 알베르트 아인슈타인과 직접적인 대화를 나누었는데, 아인슈타인은 《물리학을 위한 저널》을 대신하여 프리드만의 작품의 과학적 심사를 맡았다. 결국 아인슈타인은 프리드만의 계산이 정확하다는 것을 인정했지만, 프리드만의 예측이 갖는 물리적인 의미는 인식하지 못했다.
프리드만은 1925년에 사망했다. 1927년 벨기에의 사제이며 천문학자이자 루뱅 가톨릭 대학교의 물리학 교수인 조르주 르메트르는 프리드만의 결과와 비슷한 결과를 독립적으로 발표하여 《브뤼셀 과학회 연보》(Annales de la Scientifique de Bruxelles)에 발표하였다. 1920년대 후반 에드윈 허블이 우주팽창에 대한 관측 증거에 직면하여, 르메트르의 연구 결과는 특히 아서 에딩턴에 의해 주목되었고, 1930-31년에 르메트르의 논문은 영어로 번역되어 《왕립천문학회 월간 공지(Monthly Notices of the Royal Astronomical Society)》에 실렸다.
미국의 하워드 P. 로버트슨과 영국의 아서 지오프리 워커는 1930년대에 이 문제를 더 탐구했다. 1935년에 로버트슨과 워커는 FLRW 계량이 시공간에서 유일하게 공간적으로 균질적이고 등방성임을 엄격하게 증명했다. (위에서 언급한 바와 같이, 이것은 기하학적인 결과이며, 항상 프리드만과 르메트르가 가정한 일반 상대성방정식과는 특별히 관련이 없다.)
그들이 일반적 속성을 입증했기 때문에 종종 로버트슨-워커 계량 이라고 불리는 이 해는 응력-에너지에 대한 유일한 기여도가 차가운 물질("먼지"), 복사, 우주상수라고 가정하는 동적 해인 "프리드만-르메트르" 모형 과는 다르다.

## 아인슈타인의 우주 반경
아인슈타인의 우주 반경은 우리 우주를 이상화된 형태로 표현하기 위해 오랫동안 방치되었던 정적 모형인 아인슈타인의 우주 공간의 곡률 반경이다. 프리드만 방정식에다
{\displaystyle {\dot {a}}={\ddot {a}}=0}
를 대입하면, 이 우주 공간의 곡률 반경(아인슈타인 반경)은
{\displaystyle R_{E}=c/{\sqrt {4\pi G\rho }}},
여기서 {\displaystyle c}는 빛의 속도이고, {\displaystyle G}는 뉴턴의 중력 상수이고, 또한 {\displaystyle \rho }는 이 우주의 밀도이다.  아인슈타인의 반경의 수치값은, 현재 관측 가능한 우주의 반경인 약 465억 광년과 같은, 1010 광년 차수이다.

## 현재 상태
WMAP와 플랑크 같은 일부 실험의 관측 데이터와 엘러스-게렌-삭스 정리(Ehlers–Geren–Sachs theorem)의 이론적 결과와 일반화를 결합함으로써, 천체물리학자들은 이제 우주가 거의 동질적이고 등방성이며, 따라서 거의 FLRW 시공간이라는 것에 동의한다. 즉, 전파은하와 퀘이사에 대한 연구를 통해 우주 마이크로파 배경(CMB) 쌍극자의 순수 운동학적 해석을 확인하려는 시도는 등급에서 차이가 있음을 보여준다. 액면 그대로 받아들여질 때, 이러한 관측은 FLRW 계량에 의해 기술되는 우주와 상충된다. 게다가, 현재의 관측에 의해 용인되는 FLRW 우주론 내에서 허블 상수에 대한 최대값 {\displaystyle H_{0}=71\pm 1} km/Mpc 이 있다고 주장할 수 있으며, 또한 국지적 결정이 수렴하는 방법에 따라, 이는 후기 우주에서, FLRW 계량 이외의 설명이 필요로 하는, FLRW 계량의 붕괴를 가리킬 수 있다.

## 추가 자료
- North J D:(1965) The Measure of the Universe - a history of modern cosmology, Oxford Univ. Press, Dover reprint 1990.
- Harrison, E. R. (1967), "Classification of uniform cosmological models", Monthly Notices of the Royal Astronomical Society, 137: 69–79, Bibcode:1967MNRAS.137...69H, doi:10.1093/mnras/137.1.69
- d'Inverno, Ray (1992), Introducing Einstein's Relativity, Oxford University Press. (See Chapter 23 for a particularly clear and concise introduction to the FLRW models.)